# Carl Theodor Dreyer
Carl Theodor Dreyer (ur. 3 lutego 1889 w Kopenhadze, zm. 20 marca 1968 tamże) – duński reżyser filmowy, uznawany za jednego z największych mistrzów w historii kina.

## Życiorys
Był nieślubnym, wcześnie osieroconym dzieckiem. Rodzina, która go następnie adoptowała, wywarła na niego ogromny wpływ swoim żarliwym luteranizmem. Zaczynał jako dziennikarz. Dreyer był jednym z najbardziej religijnych twórców w historii kina, ale nieortodoksyjnym w stosunku do żadnej doktryny – stałym wątkiem jego filmów jest sprzeciw wobec ustanowionych instytucji i konwencji religijnych. Wyjątkowo często główna bohaterka jest u niego nękana przez takie właśnie instytucje.
Co najmniej kilka jego filmów (Męczeństwo Joanny d’Arc, Wampir, Słowo) uznawanych jest za przełomowe w historii kina.
Jego niezrealizowany scenariusz Medea według Eurypidesa został ostatecznie sfilmowany przez Larsa von Triera niemal 20 lat po śmierci Dreyera.

## Filmografia
- Præsidenten – Dania 1919 – na podstawie powieści Karla Emila Franzosa,
- Prästänkan – Szwecja/Dania 1920 –	na podstawie opowiadania Prestekone Kristofera Jansona,
- Kartki z dziennika Szatana (Blade af Satans bog) – Dania 1921 – na wątkach powieści Smutki Szatana Marie Corelli,
- Die Gezeichneten – Niemcy 1922 – na podstawie powieści Aage Madelung; w archiwach zachowały się tylko cztery kopie tego filmu, w filmie tym gra Ryszard Bolesławski
- Der var engang – Dania 1922 – na podstawie sztuki Holgera Drachmanna,
- Michael – Niemcy 1924 – na podstawie powieści Mikaël (1904) Hermana Banga,
- Du skal ære din hustru – Dania 1925 – na podstawie sztuki Svenda Rindoma,
- Glomdalsbruden – Norwegia/Szwecja 1926 – na podstawie powieści Jacoba Breda Bulla,
- Męczeństwo Joanny d’Arc (La Passion de Jeanne d’Arc) – Francja 1928 – na podstawie powieści Josepha Delteila Jeanne d’Arc,
- Wampir (Vampyr – Der Traum des Allan Grey) – Francja/Niemcy 1932 – na podstawie powieści J. Sheridana Le Fanu Carmilla,
- Dzień gniewu (Vredens dag) – Dania 1943 – na podstawie sztuki Hansa Wiersa-Jenssena Anne Pedersdotter,
- Två människor – Szwecja 1945 – na podstawie sztuki W. O. Somina Attentat,
- Słowo (Ordet) – Dania 1955 – na podstawie sztuki Kaja Munka,
- Gertruda – Dania 1964 – na podstawie sztuki Hjalmara Söderberga.

## Nagrody
W 1955 otrzymał Złotego Lwa na 16. MFF w Wenecji za film Słowo.